# TikTok
- TikTok elérhető
- TikTok elérhető, de de jure tilalom alatt van
- TikTok elérhető, de de facto tilalom alatt van
- TikTok nem elérhető

A TikTok (kínai: 抖 音; Dǒuyīn) kínai videomegosztó közösségi hálózati szolgáltatás, amit 2011-ben alapított a pekingi székhelyű ByteDance cég. Rövid tánc-, szinkron-, komédia- és tehetségvideók stb. készítésére szolgál.
Az alkalmazást 2017-ben indították iOS és Android platformokra Kínán kívüli piacokon. A ByteDance 2016 szeptemberében indította el először a Douyint, a TikTok elődjét a kínai piacon. Elérhetővé vált az Egyesült Államokban, miután 2018. augusztus 2-án egyesült a musical.ly-vel. A TikTok és a Douyin hasonlóak és lényegében ugyanaz az alkalmazás, azonban külön szerveren futnak, hogy megfeleljenek a kínai cenzúra korlátozásának. Az alkalmazás lehetővé teszi a felhasználók számára, hogy rövid zenei és szinkronizáló videókat készítsenek 3 másodperctől akár 10 percig (akár 20 perces videót is bárki feltölthet, de azt nem nézheti meg mindenki, felhasználók egy köre számára engedélyezett a 30 perc hosszúság, valamint 60 perc hosszú videók használata is tesztelés alatt áll). Az alkalmazás népszerű Ázsiában, az Egyesült Államokban és a világ más részein is. A TikTok Kínában Douyin néven működik, szerverei olyan országokban megtalálhatók, ahol az alkalmazás elérhető.

## Tiltások

### Tiltása Indiában

#### 2019-es átmeneti tiltás
2019. augusztus 3-án a Madrasi Legfelsőbb Bíróság előtt egy eljárásban arra kérték az indiai kormányt, hogy tiltsa be az alkalmazást, mert az „elősegíti a pornográfiát” és „nem megfelelő tartalmat is megmutat.” A bíróság megállapította, hogy az alkalmazást használó gyermekek és fiatalkorúak ki vannak téve szexuális ragadozóknak. A bíróság ugyanakkor azt kérte a műsorszolgáltatóktól, hogy ebből a médiából ne tegyenek semmit a műsorfolyamukba. A TikTok szóvivője azt mondta, ragaszkodnak a helyi törvényekhez, és mielőtt lépéseket tennének, megvárják a bírósági határozat másolatát. Április 17-én a Google a Google Play, az Apple pedig az Apple Store kínálatából távolította el a programot. Mivel a bíróság fenntartotta a tiltást, a vállalat bejelentette, hogy mintegy 6 millió olyan videót vettek le, melyek megsértették a szabályzataikat.
2019. április 25-én feloldották a tiltást, miután a Legfelsőbb Bíróság a TikTok egyik fejlesztőjétől, a Bytedance Technologytól kifogás érkezett. A TikTok indiai tiltásának hatására a TikTok 15 millió új felhasználót veszíthetett el.

#### 2020-as tiltás
A TikTokot Indiában véglegesen a Elektronikai és Információtechnológiai Minisztérium 2020. június 29-én tiltotta be, 223 további kínai programmal közösen. A kiadott közlemény szerint ezek a programok „elfogultak voltak India függetlenségével és integritásával, India védelmével, a közbiztonság és az előírásokkal szemben.” A tiltásra azt követően került sor, hogy összecsapások voltak az indiai és a kínai seregek között a Ladakot Nyugat-Kínától elválasztó, megkérdőjelezett határ mentén. Az indiai kormány szerint a tiltásra az 1,3 milliárd állampolgár adatainak és biztonságának érdekében volt szükség. Ezzel meg akarták állítani a technológiát, mely „ellopja és tiltott módon továbbítja a felhasználók adatait meg nem engedett módszerrel India határain kívülre.” Apar Gupta, az Internet Freedom Foundation vezérigazgatója azt mondta, a cenzúrában nem szerepel, pontosan milyen nemzetbiztonsági érdeket sértettek meg, „mellyel több indiait értek el, mint korábban”. Dev Khare, a Lightspeed India kockázati tőketársaság partnere azt mondta, bár India tiltása egy populista „jó érzést keltő” döntés volt, szerinte ez nem rossz, mert „ez valami olyasmi, amit Kína már régóta csinál” és így „a világ többi része is megteheti ezt Kínával”.

### Egyesült Államokbéli tiltása
Mivel nem sikerült megegyezésre jutnia a ByteDance-nak az Oracle Corporation-nal , a Fehér Ház bejelentette, hogy 2020. szeptember 20-tól tiltásra kerül az alkalmazásboltokból a TikTok. A döntés következményeként a felhasználók nem jutnak hozzá az alkalmazás frissítéseihez, de ettől függetlenül a meglévő alkalmazások még üzemképesek maradtak.
A Fehér Ház azt is bejelentette, hogy november 12-én letiltják a TikTok által használt weboldalakat, ezzel üzemképtelenné téve az alkalmazást, ha addig nem kerül amerikai cég keze alá.
2025. január 18-án ismét rövid időre betiltották az alkalmazást. 170 millió amerikai felhasználó számára használhatatlanná vált, de január 19-én ismét visszatért, majd 23-án letölthetővé is vált.

### Tiltás Indonéziában
A TikTok 2018. július 3-án tiltásra került, miután az indonéz kormány megvádolta pornográfia, nem megfelelő tartalom és istenkáromlás hirdetésével.

### Tiltás Afganisztánban
2022 áprilisában a tálib kormány szóvivője kijelentette, hogy az alkalmazást betiltják, mert "félrevezeti a fiatalabb generációt", és a TikTok tartalma "nem áll összhangban az iszlám törvényekkel".

### Tiltás Iránban
Az irániak nem férhetnek hozzá a TikTok-hoz az alkalmazás szabályai és az iráni cenzúra miatt.

## Fordítás
Ez a szócikk részben vagy egészben  a   TikTok című angol Wikipédia-szócikk ezen változatának fordításán alapul.  Az eredeti cikk szerkesztőit annak laptörténete sorolja fel. Ez a jelzés csupán a megfogalmazás eredetét és a szerzői jogokat jelzi, nem szolgál a cikkben szereplő információk forrásmegjelöléseként.